# KS Pogradeci
Klubi Sportiv Pogradeci is een Albanese voetbalclub uit Pogradec.
De club werd in 1932 opgericht als Klubi Sportiv Dragoi Pogradec en speelde in 1936 voor het eerst op het hoogste niveau. KS Pogradeci speelt in het Stadiumi Gjorgji Kyçyku dat plaats biedt aan 8.000 toeschouwers. In 2011 werd de club kampioen in de Kategoria e parë en promoveerde ze naar de Kategoria Superiore. Na een seizoen degradeerde de club weer terug.
Apolonia ·
Besa · 
Burreli ·
Erzeni ·
Flamurtari · 
Kastrioti ·
Korabi · 
Kukësi ·
Lushnja ·
Pogradeci ·
Valbona ·
Vora